# 名古屋市立呼続小学校
名古屋市立呼続小学校（なごやしりつ よびつぎしょうがっこう）は、愛知県名古屋市南区呼続四丁目にある公立小学校。

## 概要
- 岩戸町、汐田町、呼続一〜五丁目、呼続元町などが通学区域であり、公立中学校の進学先は名古屋市立新郊中学校である[1]。

## 沿革
- 1873年（明治6年）10月15日 - 第2中学区第23番小学呼続学校として開校する。戸部村の長楽寺を仮校舎とする。
- 1876年（明治9年） - 第2中学区呼続学校に改称する。
- 1878年（明治11年）12月20日 - 山崎村、戸部村、桜村、新屋敷村が合併し、千竈村が発足する。
- 1883年（明治16年） - 第28小学区呼続学校に改称する。校舎を新築し、移転する。
- 1887年（明治20年）4月 - 呼続学校と豊田学校が統合され、尋常小学千竈学校となる。
- 1889年（明治22年）10月1日 - 豊田村と千竈村が合併し、呼続村となる。
- 1892年（明治25年）
  - 7月10日 - 千竈尋常小学校に改称する。
  - 10月 - 豊田尋常小学校を分離する。
- 1897年（明治30年）7月12日 - 呼続村が町制施行、呼続町となる。
- 1898年（明治31年）3月31日 - 呼続第一尋常小学校に改称する。
- 1903年（明治36年） - 現在地に校舎が完成する。
- 1905年（明治38年）4月1日 - 高等科を設置し、呼続尋常高等小学校に改称する。
- 1907年（明治40年）1月1日 - 呼続尋常小学校を統合する。
- 1912年（明治45年）2月1日 - 豊田尋常小学校を分離する。
- 1921年（大正10年）8月22日 - 呼続町が名古屋市に編入され、名古屋市南区の一部となる。
- 1937年（昭和12年）4月 - 高等科を廃止し、呼続尋常小学校に改称する。
- 1939年（昭和14年）4月 - 桜尋常小学校を分離する。
- 1941年（昭和16年）4月1日 - 呼続国民学校に改称する。
- 1944年（昭和19年）8月 - 東春日井郡小牧町、及び西春日井郡北里村に学童疎開する。
- 1945年（昭和20年） - 空襲により校舎を全焼する。桜国民学校の校舎を借りて授業を行う。
- 1947年（昭和22年）4月1日 - 名古屋市立呼続小学校に改称する。
- 1952年（昭和27年）3月23日 - 西分校を設置する。
- 1953年（昭和28年）4月1日 - 西分校が名古屋市立大磯小学校として独立する。
- 1962年（昭和37年） - 本館が完成する。
- 1972年（昭和47年） - 体育館が完成する。
- 1974年（昭和49年） - 新プールが完成する[2]。
- 1982年（昭和57年） - 西校舎が完成する。
- 1991年（平成3年） - 新しい給食調理所が完成する[2]。
- 1992年（平成4年） - 学校給食優良校文部大臣表彰を受ける[2]。
- 1999年（平成11年）- 本館の大規模改修工事を行う[2]。

## 交通アクセス
- 名鉄名古屋本線桜駅下車、徒歩約3分。
- 名古屋市営地下鉄桜通線桜本町駅下車、徒歩約5分。

## 周辺施設
- 名古屋市立桜台高等学校
- 名古屋市立新郊中学校
- 名古屋市立大磯小学校
- 名古屋市立桜小学校
- 呼続公園
- 長楽寺
- 富部神社
- 名鉄名古屋本線桜駅
- 名古屋市営地下鉄桜通線桜本町駅